# Abbaye de Grandselve
Pour les articles homonymes, voir Grand Selve.
L'abbaye de Grandselve ou Grandis Silva était un monastère d'hommes fondé en 1114 par Géraud de Salles et appartenant à l'ordre de Cîteaux à partir de 1144. Elle était située au pays de Rivière-Verdun, à Bouillac, en Gascogne, et était du ressort du diocèse et du Parlement de Toulouse, de l'intendance d'Auch et de l'élection de Rivière-Verdun.

## Géographie
L'abbaye était située au bord du ruisseau de Nadesse, à l'ouest de Verdun-sur-Garonne et de la rive gauche de la Garonne.

## Histoire

### La fondation
Grandselve est fondée en 1114 par Géraud de Salles qui place ce nouvel ermitage sous la règle de saint Benoît et l’autorité de l'abbaye de Cadouin. Cette fondation est reconnue en 1117 par Amelius, évêque de Toulouse qui l’autorise à construire une église en l’honneur de Dieu, de la Vierge et de sainte Marie-Madeleine ainsi que les maisons nécessaires aux habitations des moines. Il leur cède des terres dépendant de son évêché en échange de leur rattachement à Cîteaux. En 1145 l’abbé Bertrand I consacre celui-ci lors d'une entrevue à Clairvaux avec saint Bernard à qui il remet son abbaye.

### L’expansion et la puissance
À partir de cette date l’abbaye qui bénéficie de nombreuses donations devient une les plus florissantes du midi avec une église de plus de cent mètres de long sur vingt de large. Probablement commencée à la fin du XIIe siècle, elle est dédicacée le 30 avril 1253 en présence de plusieurs évêques et abbés. Des moulins sont établis sur les rivières, des tuileries créées, des vignes plantées. Ses possessions sont estimées à plus de 20000 hectares répartis en 25 granges. Elle détient des immeubles à Paris, Toulouse, possède une grande partie du port de Verdun-sur-Garonne et au XIVe siècle deux chais à Bordeaux où elle expédie, en toutes franchise, 300 barriques de vin.
Elle fonde en France les abbayes de Fontfroide en 1144, Calers en 1147, Candeil en 1150 puis Santes Creus en Espagne en 1152 et Carthagène en 1273. En 1281 elle crée à Toulouse, un collège Saint-Bernard pour l’enseignement de la théologie qui accueille des étudiants jusqu’à la Révolution. Par paréage avec le roi Philippe le Hardi représenté par son sénéchal de Toulouse, Eustache de Beaumarchès, elle fonde les bastides de Beaumont-de-Lomagne en 1279 puis de Grenade en 1290 en paréage avec Philippe le Bel représenté par le même. Celles-ci deviennent des centres commerciaux importants, comme en témoignent encore les deux halles de leur place centrale. Elle bénéficie de la protection des papes et des grands seigneurs : Pierre II d'Aragon, Raymond-Roger Trencavel, Bernard de Comminges, Raymond VI, Philippe le Hardi, Richard Cœur de Lion. Guillaume VI et VII, comtes de Montpellier, y sont inhumés.

### Le déclin et la disparition
Dès le XIVe siècle, son influence est contrebalancée par celle des nouveaux ordres mendiants. Pendant la guerre de Cent Ans elle demeure fidèle à la France, ce qui lui vaut des représailles. Alors que les bâtiments souffrent des incursions anglaises et des ravages des grandes compagnies les moines doivent se réfugier à Grenade et ses maisons de Bordeaux sont ruinées. En revanche Grandselve pâtit peu des guerres de Religion : certaines granges sont pillées et dévastées mais l’abbaye elle-même est préservée. Mais dès 1476, le régime de la commende pèse sur le monastère. Toujours propriétaire d'un important patrimoine foncier dans le midi de la France, l'abbaye peut verser environ 16 000 livres de rente à ses abbés commendataires. Mais l’abbé, tenu de pourvoir aux réparations des bâtiments, s’en acquitte plus ou moins.
Le nombre des religieux chute progressivement et ils ne sont plus que 16 en 1790. Après avoir résisté ils se séparent et abandonnent l’abbaye en mars 1791. Le district prend aussitôt possession des lieux et le 21 août 1791, le monastère et deux métairies voisines sont vendus comme bien national. En 1793, les premiers bâtiments commencent à être démolis: cloître, salle capitulaire, aile des moines. En 1803, l’église abbatiale succombe à son tour. L’hôtellerie est définitivement rasée peu après 1815. Seule la porterie subsiste encore

## Vestiges
De cette ancienne abbaye détruite à partir de 1793 il ne reste que :
- la porterie du XVIIIe siècle ;
- des vestiges exposés dans un musée sur le site ;
- un ensemble de chapiteaux, dont un chapiteau jumelé (XIIe – XIIIe siècle), déposés au musée Ingres-Bourdelle à Montauban[5] ;
- sept reliquaires conservés en l'église Notre-Dame de Bouillac avec le trésor de Grandselve ;
- plusieurs tableaux et pièces de mobilier sont conservés dans l'église Notre-Dame de l'Assomption à Grenade, bastide fondée au XIIIe siècle par l'abbaye de Grandselve.

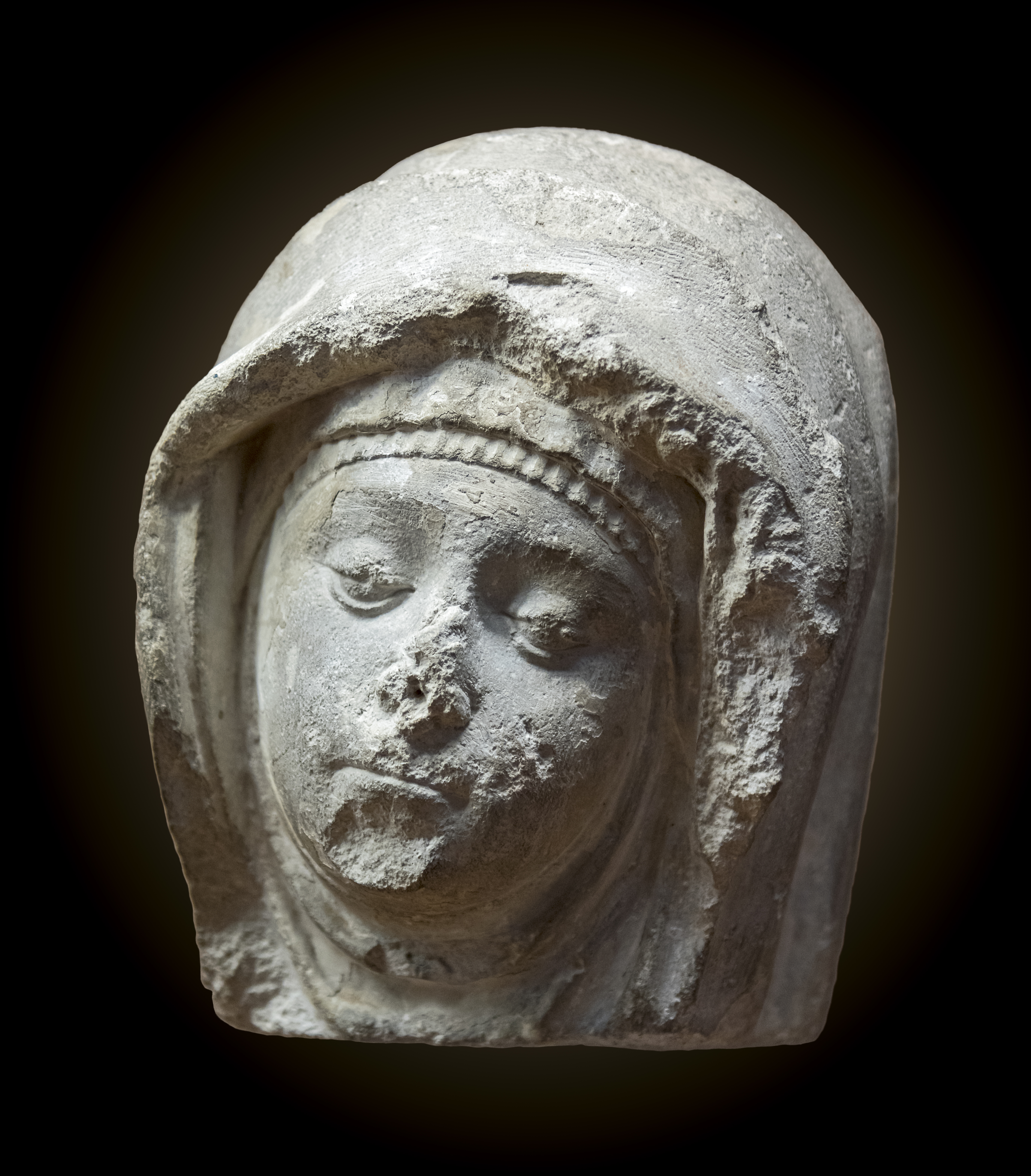
Tête féminine musée des Augustins de Toulouse.
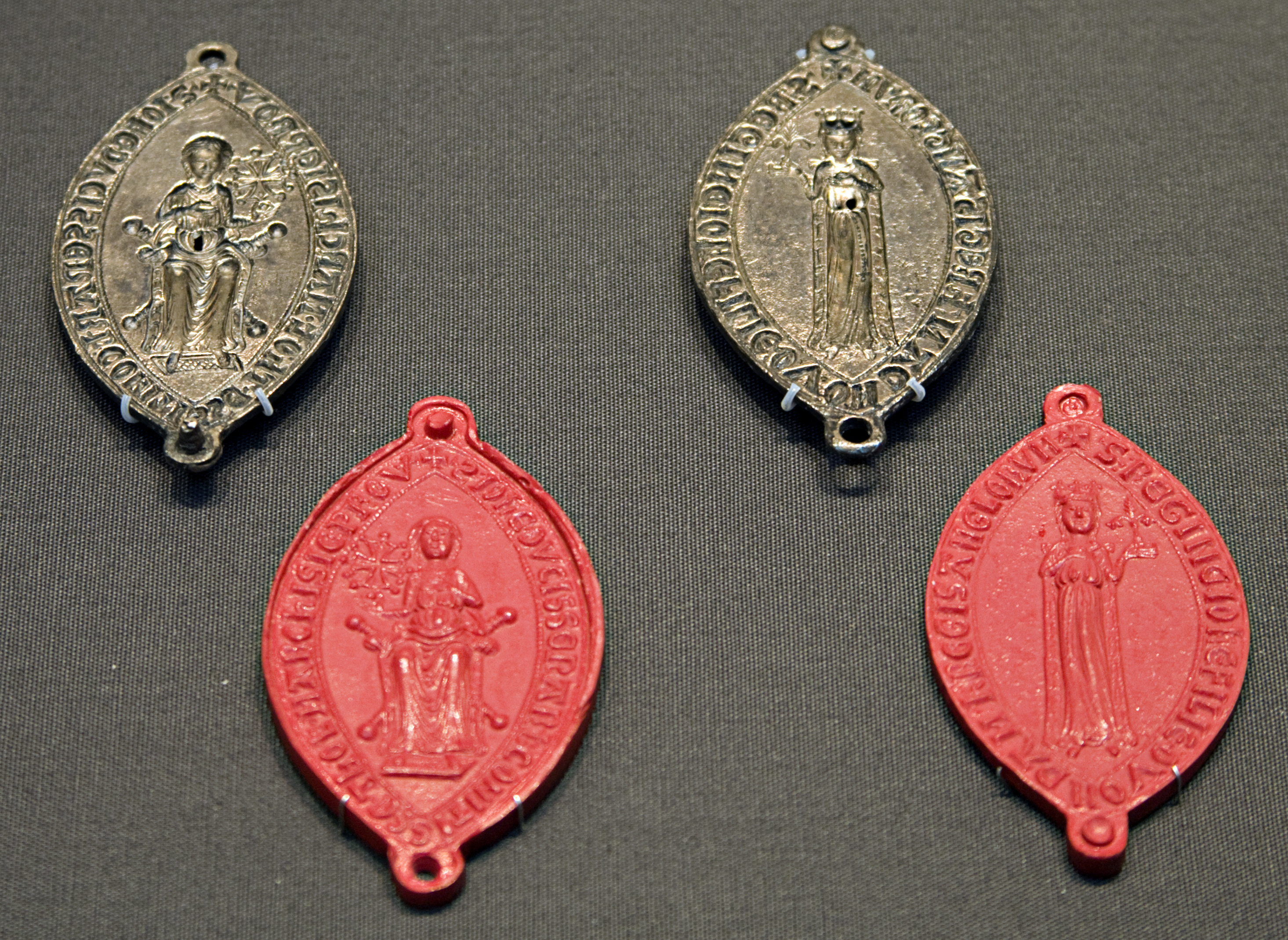
Matrice de sceau double en argent de Jeanne d'Angleterre datant de 1196-99, trouvé à l'abbaye de Grandselve, aujourd'hui conservé au British Museum.

## Filiation et dépendances
Fille de l'abbaye de Cadouin, Grandselve est mère des abbayes de 
- Fontfroide en 1144, Calers en 1147, Candeil en 1150 en France,
- Santes Creus en 1152 et Carthagène en 1273 en Espagne[3].

## Liste des abbés

### Abbés réguliers
- 1114-1128 : Étienne
- 1128-1149 : Bertrand I
- 1149-1158 : Alexandre I
- 1158-1165 : Pons I
- 1165-1174 : Pons II
- 1174-1178 : Guy Vidal
- 1178-1198 : Guillaume I de Combanol
- 1198-1202 : Arnaud I Amaury
- 1202-1214 : Guillaume II Robert
- 1214-1218 : Pierre I
- 1218-1221 : Raymond I Pierre de Roqueville
- 1221-1224 : Bernard I
- 1224-1232 : Élie Guarin
- 1232-1236 : Arnaud II Gaillard
- 1236-1237 : Bernard II
- 1238-1240 : Raymond II Berthier
- 1240-1244 : cardinal Eudes de Châteauroux
- 1244-1249 : Pierre II Raymond
- 1249-1258 : Richard
- 1259-1262 : Pons III
- 1263-1269 : Bernard III de Bac
- 1269-1288 : Bertrand II Joffre
- 1288-1293 : Pierre III Alfaric
- 1293-1318 : Bertrand III de Bruaval
- 1318-1319 : Jean Gilles
- 1319-1326 : Pons IV Maurin
- 1326-1348 : Guillaume III de Piret
- 1348-1368 : Raoul
- 1368-1386 : Bernard IV de La Fours
- 1386-1391 : Bertrand IV
- 1391-1398 : Galin
- 1398-1424 : Pierre IV Olier
- 1424-1432 : Jean I Azémar
- 1432-1461 : Gilles de Morban
- 1461-1475 : Bertrand V d'Albi
- 1475-1476 : Arnaud III Blanc

### Abbés commendataires
- 1476-1477 : Antoine Pierre de Narbonne de Talairan
- 1477-1494 : cardinal Georges I d'Amboise de Chaumont
- 1494-1519 : Louis I de Narbonne de Talairan
- 1519-1530 : Gabriel I de Narbonne de Talairan
- 1530-1535 : Georges II de Narbonne de Talairan
- 1535-1560 : cardinal Jean II de Bertrand de Villèles
- 1560-1563 : Pierre V de Bertrand de Villèles
- 1563-1589 : cardinal Alexandre II Farnèse de Parme
- 1589-1593 : Pierre VI de Lanes de La Roche
- 1593-1599 : Pierre VII de Lanes de La Roche
- 1599-1612 : cardinal Louis II de Nogaret de La Valette d’Epernon (1)
- 1612-1615 : cardinal François de Joyeuse
- 1615-1639 : cardinal Louis II de Nogaret de La Valette d’Epernon (2)
- 1639-1659 : Louis III Armand de Bourbon-Condé, prince de Conti
- 1659-1661 : cardinal Jules Mazarin
- 1661-1707 : Gabriel de Roquette
- 1707-1720 : Joseph Ier Emmanuel de La Trémoïlle de Noirmoutier
- 1720-1761 : Frédéric-Marcel de Lanti de la Roëre
- 1761-1778 : Joseph II Alphonse de Véry
- 1778-1789 : Louis IV Athanase des Balbes de Berton de Crillon

Source : Gallia Christiana